# Keiko Yoshitomi
Keiko Yoshitomi (jap. 吉冨 桂子, Yoshitomi Keiko; * 8. April 1975 in der Präfektur Fukuoka) ist eine japanische Badmintonspielerin und -trainerin.

## Karriere
Keiko Yoshitomi besuchte die Kurzzeithochschule Shijonawate Gakuen Tanki Daigaku.
2001 und 2002 holte sie den Titel im Doppel bei den allgemeinen Meisterschaften. Zudem wurde sie 2002 Meisterin in dieser Disziplin bei den Meisterschaften der Erwachsenen. 2003 siegte sie bei den South Africa International. Keiko Yoshitomi nahm 2004 im Damendoppel an Olympia teil. Nach einem Freilos in Runde eins verlor sie dabei in der folgenden Runde und wurde somit 9. in der Endabrechnung.
Sie ist unter Cheftrainer Akihiro Imai ein Coach der Werksmannschaft von Renesas Semiconductor Kyūshū/Yamaguchi, einer Tochter von Renesas Electronics, zu der Spielerinnen wie Mizuki Fujii, Kana Itō, Reika Kakiiwa, Miyuki Maeda und Satoko Suetsuna gehören.

## Sportliche Erfolge
| Saison | Veranstaltung                         | Disziplin   | Platz | Name                               |
| ------ | ------------------------------------- | ----------- | ----- | ---------------------------------- |
| 2001   | Japan: Einzelmeisterschaften          | Damendoppel | 1     | Akiko Nakashima / Keiko Yoshitomi  |
| 2001   | Japan Open                            | Damendoppel | 5     | Masami Yamazaki / Keiko Yoshitomi  |
| 2002   | Japan: Einzelmeisterschaften          | Damendoppel | 1     | Chikako Nakayama / Keiko Yoshitomi |
| 2002   | China: Internationale Meisterschaften | Damendoppel | 5     | Chikako Nakayama / Keiko Yoshitomi |
| 2003   | South Africa International            | Damendoppel | 1     | Chikako Nakayama / Keiko Yoshitomi |
| 2004   | Olympia                               | Damendoppel | 9     | Chikako Nakayama / Keiko Yoshitomi |